# Rorippa brachycarpa
Rorippa brachycarpa là một loài thực vật có hoa trong họ Cải. Loài này được (C.A.Mey.) Hayek miêu tả khoa học đầu tiên năm 1925.